# Villa Boquerón
Villa Boquerón (también conocido como Cruce Boquerón) es una localidad paraguaya del departamento de Boquerón, ubicada en el kilómetro 422 de la ruta PY09 "Transchaco", a unos 424 km de Asunción.
Actualmente la localidad cuenta con unos 3000 habitantes aproximadamente y forma parte del distrito de Loma Plata, ubicado a unos 20 kilómetros de distancia.